# Palebné postavení – baterie Točná
Palebné postavení – protiletadlová dělostřelecká baterie Točná bylo pohotovostní postavení protivzdušné obrany státu (PVOS) v okolí hlavního města Prahy na úpatí vrchu Čihadlo, nejseverovýchodnějšího výběžku Brdské vrchoviny. Není zcela jasné, kdy přesně točenské palebné postavení vzniklo, ale lze konstatovat, že k tomu došlo v rámci reorganizace PVOS u Prahy v polovině 50. let 20. století, pravděpodobně v letech 1955-1956. Dle dostupných pramenů lze konstatovat, že v palebném postavení se střídaly baterie, respektive že byla baterie převáděna do podřízenosti různých útvarů 71. protiletadlové dělostřelecké divize, případně 72. protiletadlové dělostřelecké divize. Ke zrušení palebného postavení došlo pravděpodobně v létě 1961, při rozpuštění 151. protiletadlového dělostřeleckého pluku, s ohledem na raketizaci protivzdušné obrany (PVO) a první fázi výstavby PLRO (protiletadlových raketových oddílů) v letech 1959–1961. Vzpomínka na palebné postavení (zkratka pal. post.) – baterie Točná zůstala ukotvena v místním názvu lokace původního vojenského prostoru u ulice Hrazanská mezi Cholupicemi a Točnou, které se stále říká "Palpost".

## Historie

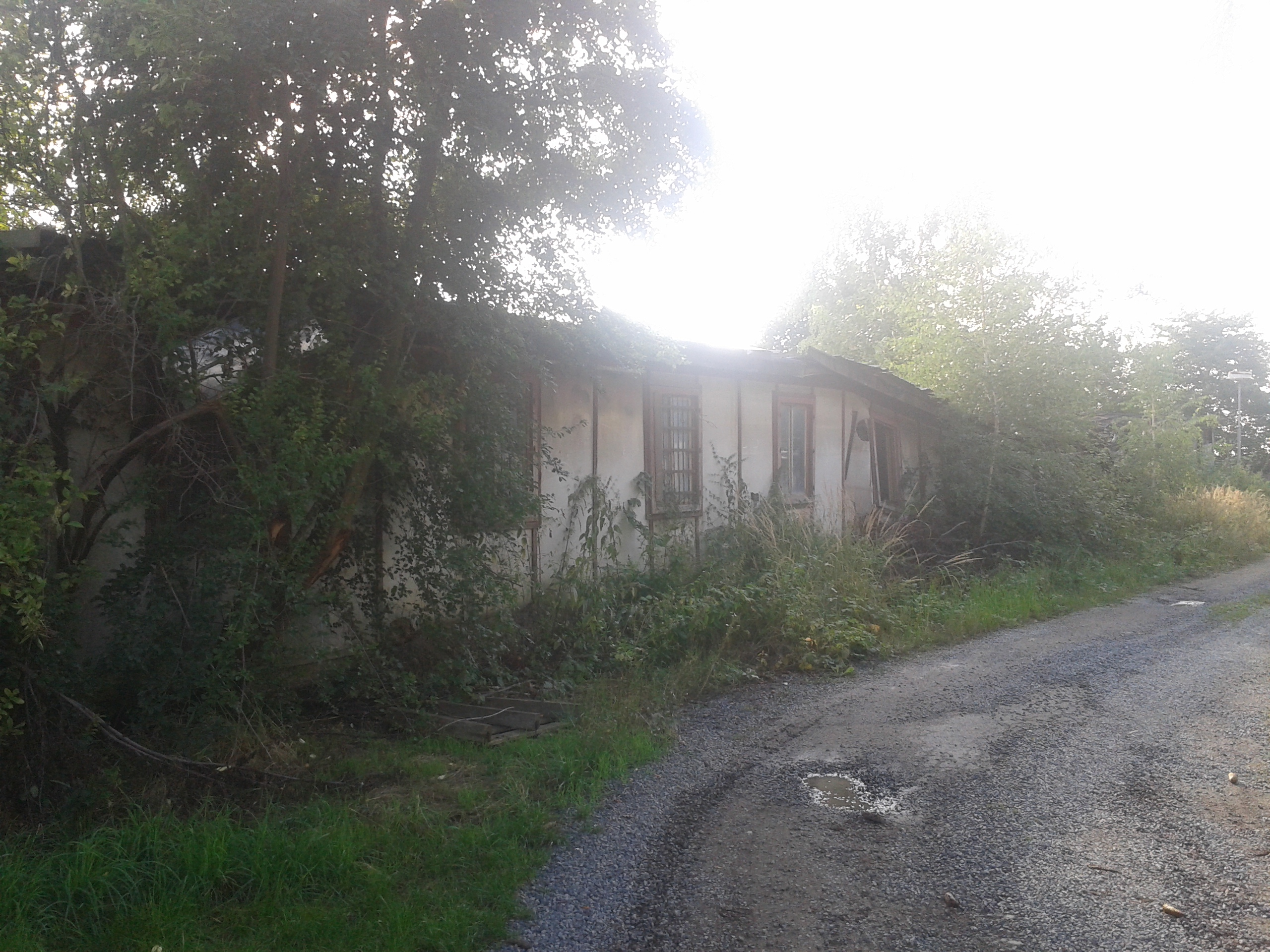
Původní budova pro ubytování mužstva palebného postavení protiletadlové dělostřelecké baterie Točná byla dřevostavba, což je na jejím zchátralém stavu patrné

Zřízení palebného postavení Točná je obtížné přesně datovat, ale každopádně spadá zhruba do poloviny 50. let, kdy docházelo k velké reorganizaci PVOS. V Pamětní knize Točné od Jaroslava Berana je v chronologii uvedeno u roku 1953, že "přibližně v tomto roce vybudovala čs. armáda při cestě z Točné do Cholupic tzv. palpost". V pamětní obce Cholupic od téhož autora je ale již jen "před rokem 1960...".
Na obecné rovině lze konstatovat, že rokem 1951 vznikly dvě „pražské“ protiletadlové dělostřelecké divize (71. a 72. PLDD). Od roku 1952 měla být třetina protiletadlových baterií protivzdušné obrany Prahy zařazena do nově vytvořeného pohotovostního systému PVOS. Ty pak byly umístěny nejprve volně v terénu, a následně se pro ně začala budovat stálá palebná postavení. V roce 1956 byl Vojenským projektovým ústavem Praha zpracován typový projekt bojové části stálého palebného postavení protiletadlové baterie využívající železobetonových prefabrikátů. V této době se již počítalo s umístěním všech protiletadlových baterií mimo stálé kasárenské objekty. Rok 1956 je tudíž možné odhadnout jako dobu vzniku zodolněného palebného postavení Točná, přičemž přípravné práce nejspíš probíhaly již od roku 1955. Stavebně bylo zodolněné palebné postavení baterie Točná dokončeno v roce 1958, ale definitivní povolení k uvedení bojové části do trvalého provozu bylo vydáno až v listopadu 1959.
K datu 1. listopadu 1955 byly reorganizovány 71. protiletadlová dělostřelecká divize a 72. protiletadlová dělostřelecká divize (PLDD). Jejich součástí byly protiletadlové dělostřelecké pluky (PLDP) s čísly 151., 159. a 163. (71. PLDD) a 160. (sídlil od roku 1956 v Dolních Břežanech, které jsou vzdálené necelé tři kilometry od postavení Točná) 161. a 164. (72. PLDD).
Každopádně v listopadu 1955 bylo provedeno trigonometrické vyměření palebného postavení protiletadlové baterie Točná, jejíž bojová část měla výměr 4,36 ha a týlová část 1,51 ha. O rok později, v září 1956, obdrželo velitelství 163. protiletadlového dělostřeleckého pluku souřadnice pro palebná postavení protiletadlových baterií včetně postavení Točná. V prosinci 1957 provedl velitel 71. PLDD PVOS (protivzdušné obrany státu) genmjr. Miroslav Kuchař kontrolu u „školní“ baterie Točná náležející do složení 163. PLDP.
Dále je doloženo k 22. červenci 1958 předání 5. baterie TOČNÁ, které velel npor. Karel Časar, od rušeného 163. PLDP s velitelstvím v Praze-Butovicích do podřízenosti 151. PLDP z Prahy-Ruzyně (za zmínku stojí fakt, že tento PLDP patřil k nejstarším jednotkám svého druhu v československé armádě a byl považován za elitní). Oba útvary patřily do sestavy pražské 71. PLDD.
V létě 1959 došlo k předání palebného postavení 9. baterie TOČNÁ, které velel npor. Jaroslav Prášek, od 151. PLDP ke 161. PLDP s velitelstvím ve Staré Boleslavi. Nutno podotknout, že tento útvar původně spadal pod 72. PLDD, ale ta byla roku 1958 zrušena a její stávající jednotky převzala 71. PLDD, takže tento přesun točenské baterie se již odehrál mezi útvary 71. PLDD.

O rok později, počátkem srpna 1960, postavení na "Palpostu" opět administrativně stěhovalo, tentokráte se baterie od 161. PLDP přesunula zpět ke 151. PLDP. V rámci 151. PLDP byla zařazena jako 6. baterie a v polovině srpna téhož roku její velení převzal kpt. František Hřebeček.

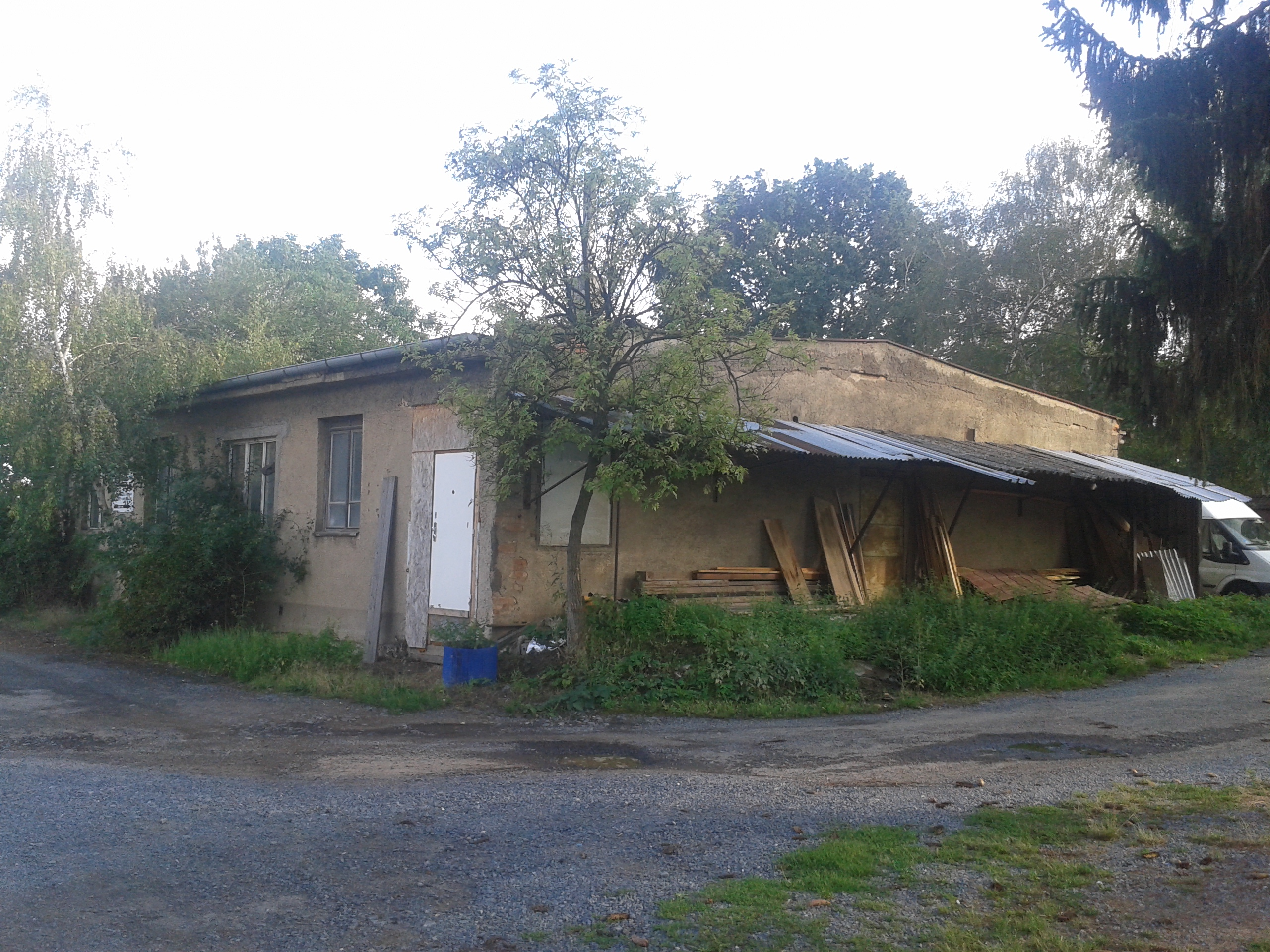
Budova z roku 1958, původě jídelní blok palebného postavení protiletadlové dělostřelecké baterie Točná

V létě 1961, když byl dobudován nový raketový deštník nad Prahou z prvních osmi PLRO (protiletadlový raketový oddíl) vyzbrojených protiletadlovými raketovými komplety S-75, došlo ke zrušení většiny protiletadlových dělostřeleckých pluků, mezi něž také patřil 151. PLDP. Zároveň byla zrušena i celá 71. protiletadlová dělostřelecká divize a její úlohu převzala nově vznikla 71. protiletadlová raketová brigáda. Točenská baterie tak v červnu 1961 zanikla spolu s 151. PLDP, neboť do podřízenosti posledního klasického protiletadlového útvaru - 161. PLDP (který byl rozpuštěný o něco později), přešly od 151. PLDP pouze baterie Kosoř a Chýně.
Dle točenské kroniky se v roce 1962 místní JZD "Rozkvět" Cholupice-Točná opakovaně neúspěšně pokoušelo získat k využití pozemky a stavby palebného postavení. Palebná část postavení byla fyzicky zlikvidována až roku 1967.
Snaha JZD o využití prostoru Palpostu byla nakonec korunována úspěchem. Mezi lety 1964–1968 tam zemědělci zřídili drůbežárnu a od roku 1968 do roku 1990 byla v objektu provozována zámečnická dílna. Od roku 1990 jsou v prostoru Palpostu soukromé autoopravny.
PVO se ale s odstupem několika let na Točnou opět vrátila, neboť v rámci 3. fáze výstavby PVO Prahy zde byl roku 1973 zřízen 11. protiletadlový raketový oddíl Točná vyzbrojený PLRK S-125 Něva.

### Zjištění velitelé baterie TOČNÁ
1958 při předání od 163. PLDP (zastoupeného jeho velitelem kapitánem Radoslavem Stanovským) k 151. PLDP (zastoupeného jeho velitelem kapitánem Karlem Volným) byl velitelem 5. baterie – Točná nadporučík Karel Časar.
1959 při předání od 151. PLDP k 161. PLDP byl velitelem 9. baterie – Točná nadporučík Jaroslav Prášek.
1960 po předání zpět k 151 PLDP byl v polovině srpna velitelem 6. baterie – Točná kapitán František Hřebeček.

## Organizace baterie PLK Točná

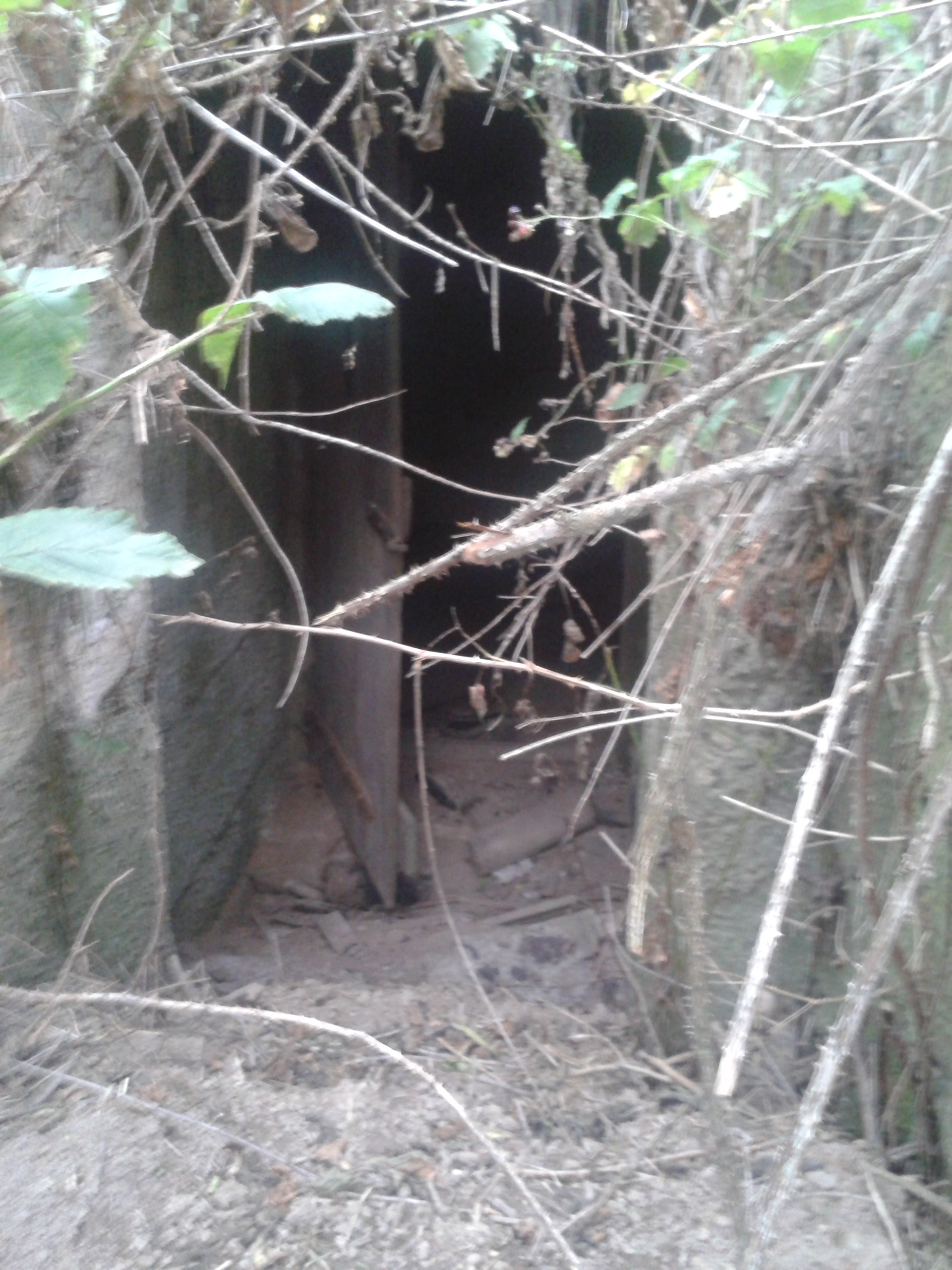
Západní vchod do pravděpodobného muničního sklípku palebného postavení protiletadlové dělostřelecké baterie Točná

Každá baterie se v polovině 50. let skládala tabulkově z velitelství, velitelské čety (průzkumné družstvo, provozní družstvo a rádiové družstvo), měřické čety (družstvo radiolokátoru, družstvo PUAZO-4a a družstvo dálkoměru) - ta byla roku 1957 sloučena s velitelskou, palebné čety (4 palebná družstva, od roku 1956 6 palebných družstev), družstva 30mm PLK - roku 1957 redukováno v mírové době jen na velitele, dopravního družstva a hospodářského družstva - ta byla roku 1956 sloučena do hospodářského družstva.
Velitelská četa zajišťovala spojení s velitelstvím pluku, respektive velitelskou baterií pluku, kde byl umístěný jeden přehledový radiolokátor P-8 (později nahrazený dvěma P-10) a byla vybavena primárně polní telefonní ústřednou TU-10 (provozní družstvo) radiostanice RM-31P, od r. 1956 postupně doplněna radiostanicí R-109 a přijímačem R-311 (rádiové družstvo).
Měřičská četa byla vybavena střeleckým radiolokátorem SON-4A (později SON-9), protiletadlový ústřední zaměřovač PUAZO-4A, který řídil centrálně zaměření celé baterie, elektrocentrálou v automobilním návěsu a dálkoměrem DJA-6 se základnou 3 metry.
Palebné čety obsluhovaly hlavní výzbroj baterie, čtveřici, od roku 1956 šestici 85mm protiletadlových kanónů vz. 44S. Tyto licenčně vyráběné sovětské zbraně v letech 1953–1954 nahradily původně kořistní německé 88mm protiletadlové kanóny vz. 37N.
K obraně samotné baterie proti nízko letícím cílům sloužilo družstvo s jedním 30mm protiletadlovým dvojkanónem vz. 53.
Dopravní družstvo mělo vedle 2, posléze jednoho nákladního automobilu a dispozici přívěsnou cisternu na vodu 800 litrů a přívěs A-3 (valník)
Hospodářské družstvo bylo vybaveno polní kuchyní PK 26.
Vozový park baterie se skládal tabulkově k roku 1955 ze 4-6 těžkých desetitunových nákladních automobilů v roli dělostřeleckých tahačů, jednoho třítunového nákladního automobilu ve funkci dělostřeleckého tahače (pro 30mm PLdvK vz. 53) a 4 dalších třítunových náklaďáků. Po reorganizaci a rozsáhlé ženijní výstavbě a úpravě pevných palebných postavení se od roku 1957 již nepočítalo s mobilitou daných baterií, neboť vozový park byl silně redukován na pouhé dva vozy: jeden desetitunový nákladní dělostřelecký tahač a jeden 1,5 tunový, respektive 3 tunový, nákladní automobil.
Celkový početní stav baterie se pohyboval kolem 80-90 vojáků. V polovině srpna 1960 u ní sloužilo 5 důstojníků a 80 vojáků základní služby. Z automobilní techniky se používalo speciální nákladní vozidlo ZIS-151 a přívěsná cisterna K1C na 800 litrů.

## Struktura základny
Stejně jako v případě ostatních pohotovostních palebných postavení určených pro protiletadlové dělostřelectvo, rozdělovala se vojenská základna na týlovou část a palebnou část. Z celého areálu je dnes jasně rozlišitelná pouze týlová část, které se říká Palpost. K jejímu popisu bylo možné využít archivní materiály z VÚA-VHA Praha a porovnat je s dostupnými historickými mapami.

### Týlová část
Týlovou část areálu tvořila primárně budova pro ubytování mužstva – zpravidla se jednalo o dřevostavbu (typ K-20 – s kanceláří velitele, pracovnou poddůstojníků, ložnicemi vojáků základní služby a sklady) a budova jídelního bloku, která bývala dříve také dřevěná, od roku 1958 zděná. Tyto dvě větší stavby doplňovala zděná strážnice u brány, zděná stavba suchého WC, obvykle dřevěný sklad paliva. Studna byla umístěna mimo areál a dle kroniky se nacházel v prostoru památného dubu v polích mezi Točnou a Cholupicemi.
V případě točenské baterie je na základě přejímacího protokolu z června roku 1958 zřejmé, že funkci skladu vojenského materiálu plnil nevyhovující sklep pod úrovní země vlevo od budovy mužstva a že sklad paliva byl umístěný v nevzhledných kůlnách vedle záchodu, což bylo nevyhovující. Komise se usnesla, že stávající kůlny zbourá a postaví na zděné podezdívce nové, přičemž stavba bude mít oddělené prostory pro dřevník, skládku uhlí, prostor na umístění polní kuchyně PK-26 a oddělený prostor na odpadky. Lze předpokládat, že roku 1960, z něhož pochází plánek obchůzek stráží, byla již tato stavba za hlavní ubytovací budovou dokončena.
U obytného bloku byl v konstatován nedostatek hasicích přístrojů a dalšího požárního vybavení. O jídelním bloku bylo konstatováno, že novostavba ještě nebyla převzata kolaudační komisí. Jako zjevné či skryté vady stavby byly uvedeny:
-         absence větracího zařízení ve varně, čímž docházelo k šíření plísní
-         špatná hydroizolace sklepa, do nějž zatékala voda a stála ve výši několika centimetrů
-         v umývárně nebylo jakékoliv vytápění, takže se v zimě nedaly sprchy využívat
-         „Další známé závady byly již mnohokráte hlášeny a opakují se ve všech pal. post. při budování týlových objektů.“

### Palebná část

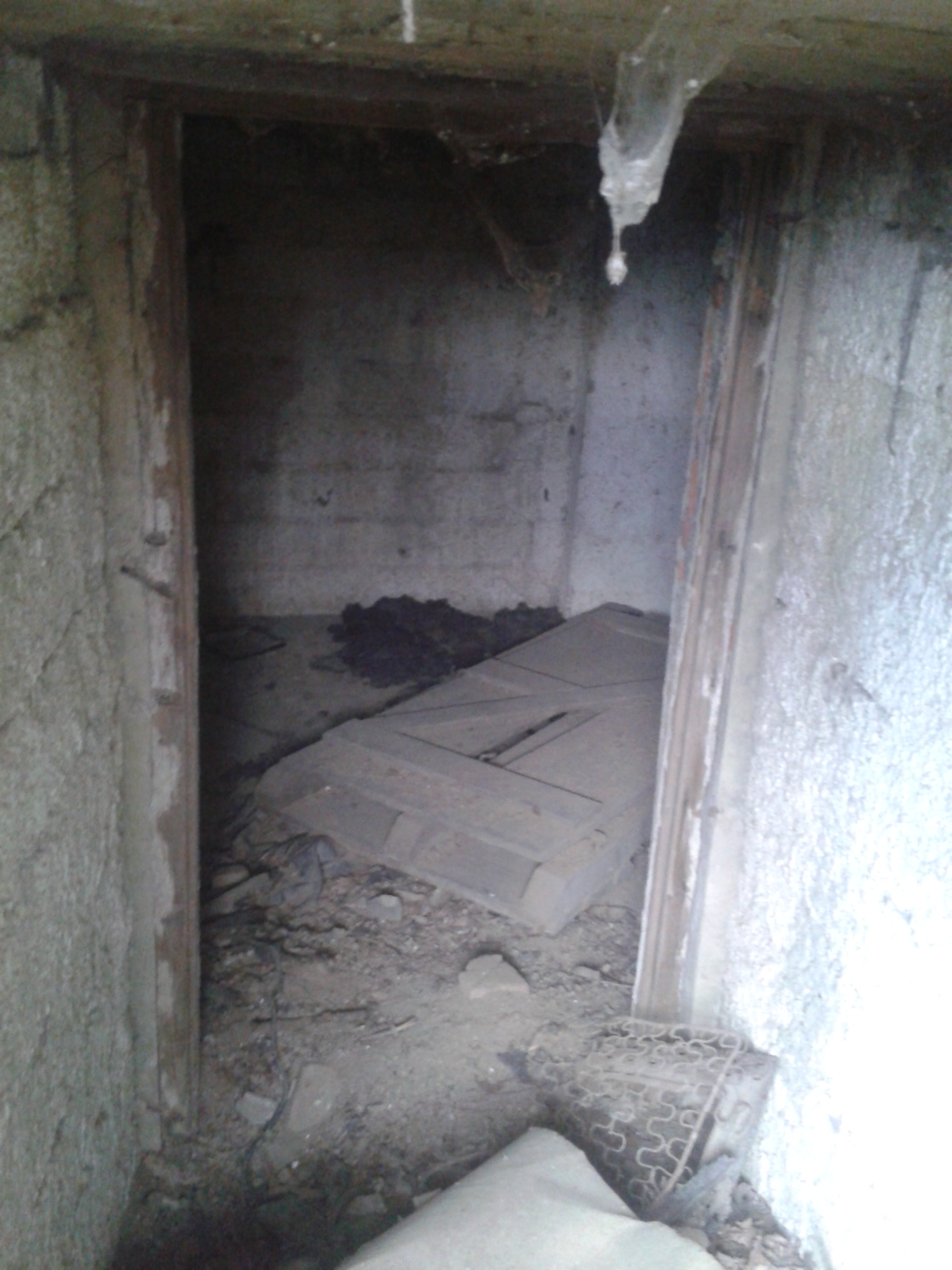
Východní vchod do pravděpodobného muničního sklípku palebného postavení protiletadlové dělostřelecké baterie Točná

Lokalizace palebné části baterijního postavení byla velmi problematická, neboť ženijní úpravy terénu byly nejpozději roku 1967 zlikvidovány. V každém případě se ale nacházel západně a jihozápadně od týlové části, což je patrné ze státní mapy 1:5000 - odvozené se sítí systému S-1952 z roku 1969, kde je pětiúhelník již zrušeného palebného postavení přesně zakreslený. Jediná dosud dochovaná část palebného postavení je relikt snad muničního sklípku, který se nachází jihozápadně od týlové části uprostřed pole ve vzdálenosti asi 150 metrů.
Ženijně vybudované palebné postavení mělo mít tvar šestiúhelníku v jeho rozích byla stanoviště jednotlivých protiletadlových kanónů, a uprostřed bývalo standardně umístěno velitelské stanoviště. Podle plánku obchůzek stráží se ale točenský palpost tomuto standardu mírně vymykal. Jednalo se sice o nepravidelný šestiúhelník, ale šestice pětaosmdesátek byla umístěna na jedné jeho straně, zatímco na druhé straně stálo velitelské stanoviště a 30mm protiletadlový dvojkanón vz. 53.
Samotné velitelské stanoviště sestávalo z okopů pro ústřední zaměřovač PUAZO a jeho napájecí dieselagregát, radiolokátor SON a jeho napájecí dieselagregát, pro dálkoměr DJA-6 a velitelství s radiostanicí a polním telefonem.  
Prostor palebné části doplňovaly dva muniční sklípky umístěné vně postavení na opačných stranách. Jejich spojnice zhruba představovala dělicí čáru mezi polovinou s umístěním 85mm PLK vz. 44s a polovinou s velitelským stanovištěm a 30mm PLdvK vz. 53.
Všechny objekty byly zhotoveny ze železobetonových prefabrikátů, protokol z roku 1958 hovořil o dobrém vybudování palebné sekce, kde se ale na několika místech dosud skladoval stavební materiál a prostor byl zaplevelen.
V letech 1958 a 1960 je doloženo využívání části plochy mezi PLK o rozloze 1 ha k pěstování obilí (pšenice a ječmene).

## Výzbroj

### Protiletadlové dělostřelectvo
| Název                                  | Obrázek                                           | Původ                                   | Určení               | Počet                                      | Poznámky                     |
| -------------------------------------- | ------------------------------------------------- | --------------------------------------- | -------------------- | ------------------------------------------ | ---------------------------- |
| Protiletadlový kanón 85mm PLK vz. 44S  | 85mm PLK vz. 44S                                  | SSSR licenčně vyráběné v Československu | Protiletadlový kanón | 6 Protiletadlových kanónů 85mm PLK vz. 44S | Hlavní výzbroj palebných čet |
| Protiletadlový kanón 30mm PLdvK vz. 53 | 30 mm rychlopalný protiletadlový dvojkanón vz. 53 | Československo                          | Protiletadlový kanón | 1 Protiletadlový kanón 30mm PLdvK vz. 53   | Výzbroj družstva 30mm PLK    |

### Radiolokační a zaměřovací vybavení
| Název                                      | Obrázek | Původ | Určení                            | Počet                               | Poznámky                                                 |
| ------------------------------------------ | ------- | ----- | --------------------------------- | ----------------------------------- | -------------------------------------------------------- |
| střelecký radiolokátor SON-4A              |         | SSSR  | střelecký radiolokátor SON-4A     | 1 střelecký radiolokátor SON-4A     | Byla jím vybavena měřičská a po sloučení velitelská četa |
| střelecký radiolokátor SON-9               |         | SSSR  | střelecký radiolokátor SON-9      | 1 střelecký radiolokátor SON-9      | Byla jím vybavena měřičská a po sloučení velitelská četa |
| protiletadlový ústřední zaměřovač PUAZO-4A |         | SSSR  | protiletadlový ústřední zaměřovač | 1 protiletadlový ústřední zaměřovač | Byla jím vybavena měřičská a po sloučení velitelská četa |

### Pravděpodobná automobilní technika
| Název     | Obrázek | Původ          | Určení                         | Poznámky                                                                           |
| --------- | ------- | -------------- | ------------------------------ | ---------------------------------------------------------------------------------- |
| Tatra 111 |         | Československo | Těžký nákladní automobil       | Těžký nákladní automobil a dělostřelecký tahač                                     |
| Praga V3S |         | Československo | Terénní nákladní automobil     | Univerzální nákladní automobil, případně dělostřelecký tahač pro 30mm PLdvK vz. 53 |
| Tatra 805 |         | Československo | Lehký nákladní automobil       | Lehký univerzální nákladní automobil                                               |
| ZIS-151   |         | SSSR           | Víceúčelový nákladní automobil | Víceúčelový nákladní automobil                                                     |